# Janus c. AFSCME
 (mars 2018).
 (juin 2020).
Si vous disposez d'ouvrages ou d'articles de référence ou si vous connaissez des sites web de qualité traitant du thème abordé ici, merci de compléter l'article en donnant les références utiles à sa vérifiabilité et en les liant à la section « Notes et références ».
Janus v. American Federation of State, County, and Municipal Employees, Council 31, _ US _ (2018) est une jurisprudence du droit du travail aux États-Unis, concernant le droit des syndicats à percevoir des cotisations auprès de non-membres afin de conduire des négociations collectives. En vertu de la Loi Taft-Hartley de 1947, ces accords de sécurité peuvent être autorisé par la loi d'un État. Janus v. AFSCME remet en question leur légalité.

## Contexte
En 2015, le gouverneur républicain de l'Illinois Bruce Rauner émet un ordre exécutif afin d’empêcher le prélèvement de cotisations syndicales après des employés du secteur public non syndiqués. Rauner prétend que les accords de sécurité sont une violation de la liberté d'expression couverte par le Premier Amendement. Devant les tribunaux de l'état. Rauner n'a pas pu ester en justice par ce qu'il n'était pas personnellement concerné par le prélèvement des cotisations syndicales.
Un travailleur social de l'Illinois, Mark Janus, a entrepris des démarches judiciaires dans le même ordre que Rauner. Non-syndiqué mais couvert par une convention collective, Janus prétend qu'il ne devrait pas à avoir à payer de cotisations syndicales à l'American Federation of State, County and Municipal Employees (AFSCME), l'un des plus grands syndicats américains puisqu'il n'est pas un membre. La loi de l'Illinois permet à l'AFSCME et aux autres syndicats de prélever des cotisations syndicales minimales lors de négociations collectives. Aux États-Unis, les syndicats ont le devoir de fournir une
juste représentation à tous les travailleurs au sein d'une unité de négociation. Le prélèvement des cotisations est autorisé sous le Wagner Act de 1935 et fut confirmé par le jugement de la Cour suprême de 1977 Abood c. Detroit Board of Education. Janus fait valoir qu'à la suite du jugement Harris c. Quinn de 2014, les accords de sécurité représentent une violation de la liberté d'expression parce que les syndicats peuvent utiliser les cotisations pour contribuer à des campagnes politiques qui vont contre les convictions de certains travailleurs. 